# La Femme du supermarché
Pour plus de détails, voir Fiche technique et Distribution.
La Femme du supermarché (スーパーの女, Sūpā no onna) est un film japonais réalisé par Jūzō Itami, sorti en 1996.

## Synopsis
Le supermarché de Goro est menacé par un rival, mais par chance, il retrouve Hanako, une camarade de classe, qui va l'aider à redresser son affaire.

## Fiche technique
- Titre : La Femme du supermarché
- Titre original : スーパーの女 (Sūpā no onna)
- Titre anglais : Supermarket Woman
- Réalisation : Jūzō Itami
- Scénario : Jūzō Itami
- Musique : Toshiyuki Honda
- Photographie : Yonezō Maeda
- Montage : Akira Suzuki (ja)
- Production : Takashi Kawasaki et Yasushi Tamaoki
- Société de production : Itami Productions et Tōhō
- Pays :  Japon
- Genre : Comédie
- Durée : 127 minutes
- Dates de sortie : 
  - Japon : 15 juin 1996

## Distribution
- Nobuko Miyamoto : Hanako Inoue
- Masahiko Tsugawa : Gorō Kobayashi
- Ryūnosuke Kaneda : Ichirō
- Sen Yano : Shōjikiya Tenshu
- Yōko Nogiwa : une cliente

## Distinctions
Le film a été nommé pour six Japan Academy Prizes.